# Josef Queva
Josef Queva (* 22. Juli 1849 in Forst, Weinstraße; † 3. März 1929 in Ludwigshafen-Friesenheim) war ein pfälzischer Arbeiterführer und Mitbegründer des Allgemeinen Deutschen Arbeitervereins der Pfalz. Er war einer der führenden Vertreter der frühen Pfälzischen Sozialdemokratie.

## Leben
Über Josef Quevas Jugend ist nichts bekannt. Er erlernte den Beruf des Bäckers, kam aber in den 1860er Jahren nach Oggersheim, um dort in der 1855 gegründeten Samtfabrik (Mechanische Baumwollspinnerei und Weberei) als Schneider zu arbeiten.
Im Juli 1870 wurde wegen des Kriegsbeginns die Samtfabrik geschlossen und alle 800 Arbeiter fristlos entlassen. Im Spätjahr wurde die Fabrik wegen des für die Deutschen günstigen Kriegsverlaufs wiedereröffnet. Den Arbeitern, unter denen auch elf- bis zwölfjährige Schulabgänger waren, wurden mit Genehmigung der königlich-bayerischen Behörden ausbeuterische Arbeitszeiten mit einem 14-Stunden-Tag und zusätzlicher regelmäßiger Nachtarbeit diktiert.
Diese Zustände führten zum Zusammenschluss der ausgebeuteten Arbeiter; bei einer öffentlichen Versammlung im Oktober 1871, wurde Josef Quevas älterer Bruder zusammen mit sieben anderen als Sprecher gewählt, um die Forderungen der Arbeiter nach kürzeren Arbeitszeiten und höheren Löhnen der Firmenleitung vorzutragen. Direktor Marx zeigte keinerlei Entgegenkommen und keine Verhandlungsbereitschaft, sondern rief nach der Obrigkeit und forderte Militär an. Daraufhin trat die gesamte Arbeiterschaft in den Streik, als dessen Hauptorganisator Josef Queva gilt, und der schließlich zu Verhandlungen führte und den Arbeitern Verbesserungen brachte.
Infolge dieser Ereignisse wurde am 4. November 1871 in Oggersheim der erste Lassalleanische Arbeiterverein der Pfalz unter Führung von Josef Queva gegründet. Im August 1874 nahm er an der Generalversammlung des Allgemeinen Deutschen Arbeitervereins in Frankfurt teil, wo er die Führungsriege der Partei kennenlernte. Im Oktober desselben Jahres berief Queva im Wenz’schen Saal in Oggersheim auf Veranlassung von August Dreesbach (1844–1906) eine Volksversammlung ein. Die Versammlung wurde bei den Behörden denunziert und es kam deshalb aufgrund der Bismarck’schen Sozialistengesetze zu einer Gerichtsverhandlung.
1891 gründete Josef Queva, der seit 1877 in Friesenheim eine Bäckerei betrieb, eine freireligiöse Gemeinde.
In Oggersheim ist der kleine Park am ehemaligen Schloss, wo die alte Samtfabrik stand, nach ihm benannt.